# Iglesia (metrostation)
Iglesia is een metrostation in het stadsdeel Chamberí van de Spaanse hoofdstad Madrid. Het station werd geopend op 17 oktober 1919 en wordt bediend door lijn 1 van de metro van Madrid.